# Farmingdale (Nueva York)
Farmingdale es una villa ubicada en el condado de Nassau en el estado estadounidense de Nueva York. En el año 2000 tenía una población de 8.399 habitantes y una densidad poblacional de 2.869,6 personas por km². Farmingdale se encuentra dentro del pueblo de Oyster Bay.

## Geografía
Farmingdale se encuentra ubicada en las coordenadas 40°44′0″N 73°24′42″O / 40.73333, -73.41167. Según la Oficina del Censo, la ciudad tiene un área total de 2,9 km² (1,1 mi²), de la cual 2,9 km² (1,1 mi²) es tierra y 0 km² (0 mi²) (0%) es agua.

## Demografía
Según la Oficina del Censo en 2000 los ingresos medios por hogar en la localidad eran de $58,411, y los ingresos medios por familia eran $68,235. Los hombres tenían unos ingresos medios de $46,104 frente a los $36,021 para las mujeres. La renta per cápita para la localidad era de $27,492. Alrededor del 5.6% de la población estaban por debajo del umbral de pobreza.